# Ryszard Rydzewski
Ryszard Rydzewski (ur. 1 października 1928 w Wołkowysku, zm. 28 lutego 2014) – polski reżyser i scenarzysta.

## Wybrana filmografia

### Reżyseria
- 1977: Zanim nadejdzie dzień
- 1978: Akwarele
- 1980: Błękitna strzała
- 1983: Podróż nad morze (TV)
- 1984: Dzień kolibra
- 1985: Alabama
- 1986: Menedżer
- 1987: Podwójne calypso (TV)
- 1987: Trzy kroki od miłości